# العلاقات المالديفية السريلانكية
العلاقات المالديفية السريلانكية هي العلاقات الثنائية التي تجمع بين المالديف وسريلانكا.

## مقارنة بين البلدين
هذه مقارنة عامة ومرجعية للدولتين:
| وجه المقارنة                                              | المالديف       | سريلانكا                         |
| --------------------------------------------------------- | -------------- | -------------------------------- |
| المساحة (كم2)                                             | 298            | 65.61 ألف                        |
| عدد السكان (نسمة)                                         | 436.33 ألف     | 21.44 مليون                      |
| الكثافة السكانية (ن./كم²)                                 | 146.42 ألف     | 326.78                           |
| العاصمة                                                   | ماليه          | سري جاياواردنابورا كوتي، كولمبو  |
| اللغة الرسمية                                             | اللغة الديفهي  | اللغة السنهالية، اللغة التاميلية |
| العملة                                                    | روفيه مالديفية | روبية سريلانكي                   |
| الناتج المحلي الإجمالي (بليون دولار)                      | 4.60 مليار     | 87.17 مليار                      |
| الناتج المحلي الإجمالي (تعادل القوة الشرائية) بليون دولار | 5.23 مليار     | 246.62 مليار                     |
| الناتج المحلي الإجمالي الاسمي للفرد دولار أمريكي          | 8.39 ألف       | 3.93 ألف                         |
| الناتج المحلي الإجمالي للفرد دولار أمريكي                 | 12.53 ألف      | 11.11 ألف                        |
| مؤشر التنمية البشرية                                      | 0.706          | 0.757                            |
| رمز المكالمات الدولي                                      | +960           | +94                              |
| رمز الإنترنت                                              | .mv            | .lk،                             |
| المنطقة الزمنية                                           | ت ع م+05:00    | ت ع م+05:30                      |

## مدن متوأمة
في ما يلي قائمة باتفاقيات التوأمة بين مدن مالديفية وسريلانكية:
- ترتبط ماليه مع كولمبو باتفاقية توأمة.

## منظمات دولية مشتركة
يشترك البلدان في عضوية مجموعة من المنظمات الدولية، منها:
| علم المنظمة | اسم المنظمة                        | تاريخ انضمام المالديف | تاريخ انضمام سريلانكا |
| ----------- | ---------------------------------- | --------------------- | --------------------- |
|             | بنك التنمية الآسيوي                | 1978                  | 1966                  |
|             | مؤسسة التنمية الدولية              | 13 يناير 1978         | 27 يونيو 1961         |
|             | يونسكو                             | 18 يوليو 1980         | 14 نوفمبر 1949        |
|             | وكالة ضمان الاستثمار متعدد الأطراف | 19 مايو 2005          | 27 مايو 1988          |
|             | الأمم المتحدة                      | 21 سبتمبر 1965        | 14 ديسمبر 1955        |
|             | دول الكومنولث                      | ?                     | 1948                  |
|             | الاتحاد البريدي العالمي            | ?                     | ?                     |
|             | البنك الدولي للإنشاء والتعمير      | 13 يناير 1978         | 29 أغسطس 1950         |
|             | الاتحاد الدولي للاتصالات           | 28 فبراير 1967        | 1897                  |
|             | منظمة حظر الأسلحة الكيميائية       | ?                     | ?                     |
|             | مؤسسة التمويل الدولية              | 2 فبراير 1983         | 20 يوليو 1956         |
|             | منظمة التجارة العالمية             | ?                     | ?                     |
|             | منظمة الشرطة الجنائية الدولية      | ?                     | ?                     |

## وصلات خارجية
- موقع وزارة الخارجية المالديفية
- موقع وزارة الخارجية السريلانكية